# Hermine Biedermann-Arendts

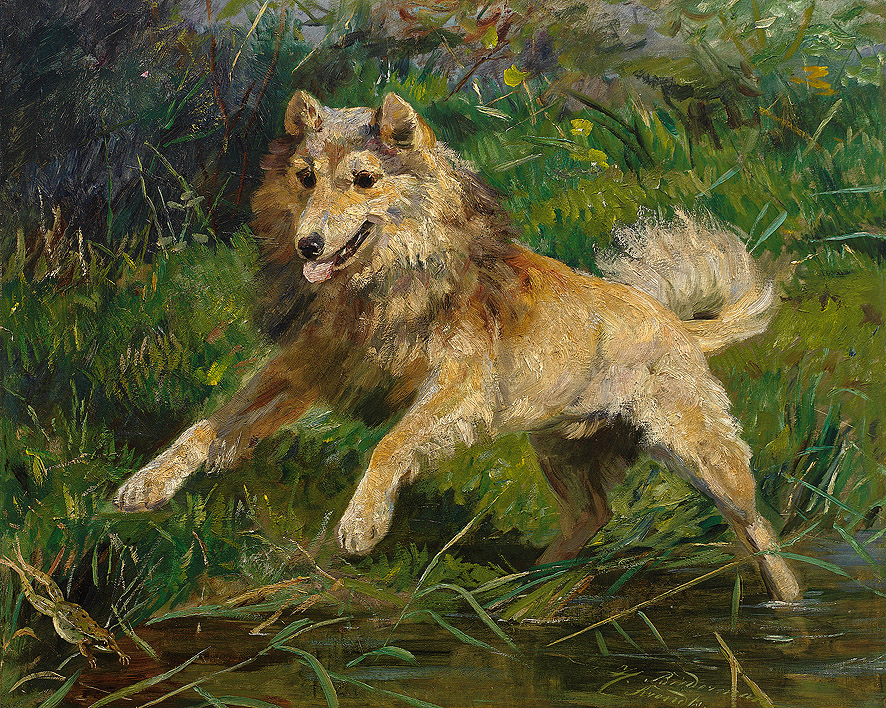
Collie verfolgt einen Frosch

Hermine Biedermann-Arendts (* 10. Februar 1855 in München; † 5. November 1916 in Garmisch-Partenkirchen) war eine deutsche Tiermalerin.
Auf Anregung des Historienmalers August von Heckel begann Hermine Arendts 1870 als Autodidaktin zu malen. Sie wohnte damals in Freising. 1874 heiratete sie den Gymnasialprofessor Dr. Biedermann und nannte sich seitdem Biedermann-Arendts. Ab 1875 war sie private Schülerin beim Dachauer Tiermaler Heinrich von Zügel. Sie gründete in München eine Malschule für Frauen. 1878 wurde sie anlässlich einer Kunstausstellung im Londoner Crystal Palace mit einer Silbernen Medaille ausgezeichnet. Seit 1901 wohnte sie in Landshut, wo ihr Mann versetzt wurde. Nach dessen Pensionierung zog das Ehepaar nach Garmisch-Partenkirchen. Dorf führte die Malerin ihre in München gegründete Malschule für Frauen weiter.
Hermine Biedermann-Arendts war Mitglied der Münchner Künstlergenossenschaft und des Münchner Kunstvereins. 1898 nahm sie an einer Ausstellung des Vereins der Berliner Künstlerinnen teil.
Ihre Tierbilder kamen in die Kunstsammlungen der Kaiserin Elisabeth von Österreich-Ungarn und des Prinzregenten Luitpold von Bayern.